# Argyrotheca thurmanni
Argyrotheca thurmanni är en armfotingsart som beskrevs av Cooper 1973. Argyrotheca thurmanni ingår i släktet Argyrotheca och familjen Megathyrididae. Inga underarter finns listade i Catalogue of Life.